# Comuna Volodiivți, Cernivți
Volodiivți (în ucraineană Володіївці) este o comună în raionul Cernivți, regiunea Vinnița, Ucraina, formată din satele Pelînivka și Volodiivți (reședința).

## Demografie
Componența lingvistică a satului Volodiivți
     Ucraineană (99,43%)
     Alte limbi (0,57%)
Conform recensământului din 2001, majoritatea populației satului Volodiivți era vorbitoare de ucraineană (99,43%), existând în minoritate și vorbitori de alte limbi.